# 阿尔宾·西瓦克

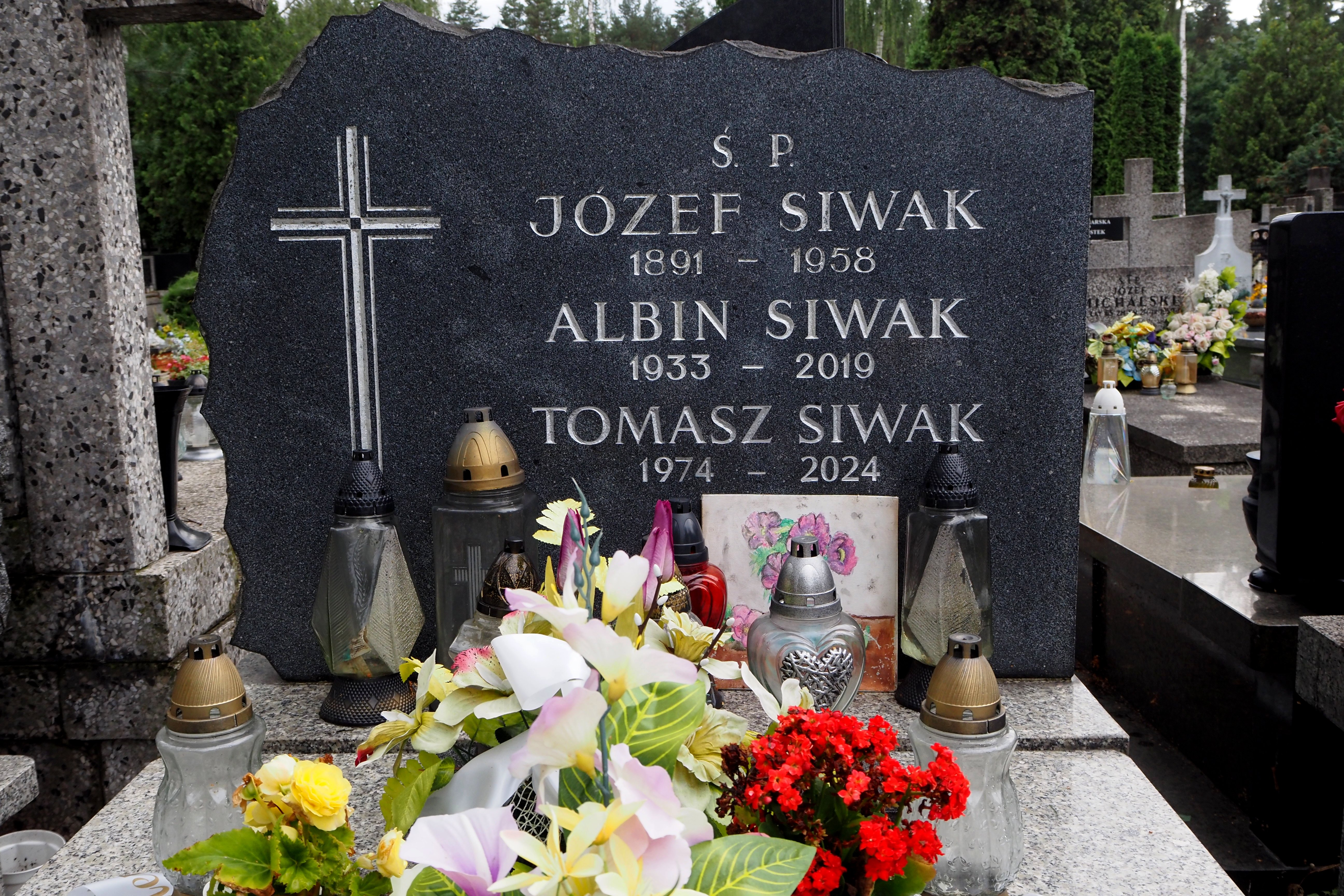
阿尔宾·西瓦克位于伦贝尔图夫公墓的墓地

阿尔宾·西瓦克（波蘭語：Albin Siwak；1933年1月27日—2019年4月4日），波兰共产主义、民族主义政治家、经济官员、外交官。他年轻时做过建筑工人。20世纪80年代初，他是波兰统一工人党中央政治局成员，代表正统斯大林主义和反犹主义路线。在波兰人民共和国后期，他被派驻利比亚从事外交工作。在第三共和国时期，他成为一名具有民族主义观点的回忆录作者。

## 生平
阿尔宾·西瓦克出生于沃沃明。其父名为约瑟夫·西瓦克，其母名为切斯瓦娃·西瓦克（本姓梅尔恰雷克）。1935年，他随家人迁居华沙普拉加区。他的父亲是一名建筑师，也是波兰社会党的成员，母亲是一名家庭主妇。德占时期，他与家人一同居住在华沙。1944年,他在一次手榴弹爆炸中受伤，失去了一只眼睛和几根手指。战争结束后，他随父亲前往“收复的领土”，在卢特雷村，约瑟夫·西瓦克被任命为村长。
完成七年制基础教育后，阿尔宾·西瓦克于1950年前往华沙寻找工作，被分配到马尔沙乌科夫住宅区的建筑工地工作，先后担任砌砖工和混凝土工人，后来成为住宅区建设的施工班长。作为劳动先进分子，他于1952年被授予功勋十字勋章。西瓦克逐渐在全国范围内获得知名度，被官方媒体宣传为“社会主义国家的模范工人”。
他于2019年去世。

## 政治活动

### 波兰人民共和国时期
从20世纪50年代起，他一直是工会的积极活动者。1968年，西瓦克加入波兰统一工人党，在党内与非正式的民族共产主义派别，即所谓的“游击队派”结成一系。他是波统工党第八、九、十次代表大会的代表。1972年至1981年间，他担任“华沙东城”建设联合企业装配工程车间党支部第一书记（他自1953年起便在该企业工作）。他是波统工党华沙市委成员，并自1978年起进入市委执行委员会。1980年至1982年，他担任“建筑业、建材工业及住房合作社独立工会总委员会”副主席。1979年，他被工会代表大会选为世界工会联合会成员。
1980年10月6日，西瓦克成为波兰统一工人党中央委员会候补委员。从1981年7月起，直至1990年1月该党解散，他一直是波统工党中央委员。1981年至1986年间，他是波统工党中央政治局成员。在这段时间里，他还兼任党中央“申诉与干预委员会”主席。

### 八十年代
在20世纪80年代，西瓦克与塔德乌什·格拉布斯基、斯特凡·奥尔绍夫斯基、斯坦尼斯瓦夫·科乔韦克和米罗斯瓦夫·米莱夫斯基等人一道，是党内保守派的代表人物之一。在“团结嘉年华”时期过后，他逐渐失去了在波统工党中的核心地位。
在20世纪80年代，西瓦克是团结工会的公开反对者与批评者。他指责团结工会成员犯有刑事罪行，并拥有巨额财产。根据团结工会发布的通报，1980年9月30日，西瓦克曾向体制内工会代表表示，军队和警察中已组建了专门部队，用于镇压社会抗议活动（包括打压团结工会的活动人士）。据称，这些部队计划在1980年12月左右投入使用，因为波统工党预期那时团结工会的支持率将会下滑。西瓦克还提到，一个由六人组成的“救国军事委员会”已经组建，其核心成员包括沃伊切赫·雅鲁泽尔斯基和切斯瓦夫·基什恰克。他认为，有工人因受团结工会的压力而选择自杀。西瓦克本人则辩称，人们错误地把他当作团结工会的敌人，因为他在工会中也有朋友。他强调，自己只是曾提醒朋友警惕工人自卫委员会的活动人士。尽管其观点偏激、表达能力有限（据未经证实的说法，他的所有演讲稿都是由理夏德·贡塔日撰写），西瓦克仍成为波兰统一工人党中“工人派”的代表人物之一，党内一部分人将他塑造为反对莱赫·瓦文萨的主要人物，并宣称他才是真正代表工人的声音。1981年5月底，波兰电视台播出一则批评西瓦克的报道。作为回应，来自罗兹省的105位工会组织负责人联名签署公开信，为他辩护。西瓦克还与苏联工会保持联系，并得到了总部设在赫尔辛基的“国际建筑、木材工业与建材工业工会联合会”的支持。
西瓦克在党内指控他人滥用职权方面始终冲在前线。他对斯坦尼斯瓦夫·卡尼亚的政策持否定态度。西瓦克认为，知识分子在对马克思主义的忠诚度上不可靠，相比之下，出身工人阶级、阶级立场坚定但文化程度不高的普通工人则更值得信任。他对党内的改革派持批评态度，尤其是针对副总理、《政治》周刊总编辑米奇斯瓦夫·拉科夫斯基。西瓦克与拉科夫斯基常被拿来对比。他认为拉科夫斯基暗中支持团结工会，并奉行“对团结工会乃至反革命力量的机会主义和投降主义政策”。对此，拉科夫斯基多次向沃伊切赫·雅鲁泽尔斯基表示，西瓦克的所作所为对波统工党不利。此外，西瓦克对波兰记者协会主席斯特凡·布拉特科夫斯基也极为反感，两人长期存在矛盾。而在西瓦克受到抨击时，周刊《现实》编辑部常常出面为他辩护。
他是波统工党内最主要的反犹分子之一。20世纪80年代，他暗示米奇斯瓦夫·拉科夫斯基是犹太人，并指控其为外国间谍。他宣称团结工会的代表们成立了一个犹太工会，由犹太裔顾问组成，并依靠以色列广播电台获取情报。他也曾对斯特凡·布拉特科夫斯基提出反犹指控。
他为实施戒严辩护，认为这是为爱德华·盖莱克政府所犯错误所付出的代价。
1986年，西瓦克出任“斯克拉”建筑体育俱乐部副主席，并倡议在华沙修建“为保卫人民政权而牺牲者纪念碑”。同年，他被任命为波兰人民共和国驻的黎波里大使馆参赞。1987年，他当选为委员会主席，负责纪念在第二次世界大战中为保卫图卜鲁格及周边地区而牺牲的波兰人。1990年3月（另有资料称为1月），他被时任外交部长克日斯托夫·斯库比谢夫斯基免去外交职务。

### 第三共和国时期
1990年后，西瓦克成为波兰共和国社会民主党的成员，但因与莱谢克·米莱尔发生冲突，被开除出党。之后，他短暂加入了民族党“祖国”。退休后，他投身写作与时事评论工作，还曾担任“保卫战争遇难者纪念符号社会委员会”理事会成员。
晚年，西瓦克开始转向“莱赫帝国”的伪史论，并宣称自己在利比亚发现了莱赫亚的遗迹。

## 在文化中
由于其引发的争议以及教育背景的缺乏，阿尔宾·西瓦克在20世纪80年代成了笑柄和人身攻击的对象。多数嘲笑和攻击集中在他的身体残疾上。斯特凡·布拉特科夫斯基曾称他为“法尔科内蒂”（来自电视剧《富人，穷人》中的角色，该角色有一只玻璃眼），这一说法引发自由派内部不满，要求布拉特科夫斯基为此向西瓦克道歉。在第一届“全国真实歌曲评选”活动——《禁歌》专场上，马切伊·曾巴蒂表演了一首名为《班组长阿尔宾》的讽刺歌曲，亚采克·费多罗维奇也曾以他为笑料。他的职业——混凝土工人——在公众眼中逐渐被讽刺为党内“顽固派”（“混凝土”（beton）在波兰语中也有“僵化”的隐喻）而非真正的技术工人。面对这些嘲弄，1981年8月，西瓦克回应道，比起身体残疾，精神上的残疾更可怕。东德媒体对针对西瓦克的攻击进行了详细报道，《新德意志报》曾报道说，一群流氓聚集在西瓦克的住所前，对他进行辱骂并投掷石块。
2001年，一部名为《我，一名建筑工人》的纪录片问世（导演：玛丽亚·兹马日-科恰诺维奇，编剧：特蕾莎·托拉尼斯卡），该片聚焦于阿尔宾·西瓦克的生平与经历。